# میل کریک (اکلاهما)
میل کریک(به انگلیسی: Mill Creek) شهری در ایالت اکلاهما کشور ایالات متحده آمریکا است که جمعیت آن در سرشماری سال ۲۰۱۰ میلادی، ۳۱۹ نفر بوده‌است.